# Giles Long
Giles Bruce Long (Londres, 9 de julio de 1976) es un nadador retirado, orador público, presentador de televisión y comentarista británico. También es el inventor de LEXI.

## Biografía
Long creció en Braintree, Essex, Reino Unido. Le gustaba estar en el agua y se unió a Braintree & Bocking Swimming Club en 1983 a los siete años. 
A los 13 años le diagnosticaron un osteosarcoma, una forma de cáncer de hueso, en su húmero derecho (el hueso que conecta el hombro con el codo). Se sometió a quimioterapia en el University College Hospital de Londres y se le realizó una operación para insertar un reemplazo protésico humeral completo (un hueso de metal) en su brazo derecho en el Royal National Orthopaedic Hospital (RNOH), en Stanmore. Después del tratamiento y la operación, reanudó la natación y volvió a la competencia física, aunque solo nadando con su brazo izquierdo. 
Su vida volvió a una relativa normalidad, pero a fines de 1991 la enfermedad regresó con una infección grave durante la cual casi muere. Fue ingresado en el ahora demolido Hospital Middlesex, en Londres, y tratado, nuevamente con quimioterapia, en la primera unidad del Teenage Cancer Trust del Reino Unido. Fue operado por el Sr. Cannon en el RNOH y luego pasó seis semanas aislado para tratar la infección. Fue operado nuevamente antes de terminar su quimioterapia. La parte final del tratamiento fue de radioterapia en el Hospital Middlesex.
Estudió geología en la Universidad de Leeds donde obtuvo una licenciatura 2: 1 con honores en 1997.

## Carrera

### Como deportista
El Campeonato Mundial de 1994 fue su primer gran competición internacional. Ganó oro en los 100   m S8 estilo mariposa, rompiendo el récord mundial en el proceso. Representó a Gran Bretaña en los Juegos Paralímpicos de verano de 1996 en Atlanta, y ganó tres medallas, incluido el oro en los 100   m mariposa. Volvió a competir en los Juegos de 2000 en Sídney, donde ganó dos medallas de oro y una de plata, estableciendo un nuevo récord mundial en los 100   m mariposa. También participó en los Juegos de verano de 2004 en Atenas, ganando el bronce en la competencia de 100 m S8 estilo mariposa.  
En 2005, fue nombrado miembro de la Orden del Imperio Británico (MBE).
Anunció su retiro de la natación competitiva en 2007.
El 5 de julio de 2012 fue portador de la antorcha como parte del relevo de la llama olímpica. Estuvo en la primera etapa del día 48 y comenzó en la cima del castillo de Norwich. Luego llevó la antorcha al interior y rodeó los muros antes de pasar la llama mientras viajaba hacia Ipswich.

### Como presentador
Giles formó parte del equipo de presentadores y comentaristas del Canal 4 para los Juegos 2012. Su contribución fue muy bien recibida. Clive James en el Daily Telegraph escribió "Giles Long, él mismo tres veces medallista de oro en natación paralímpica, fue tan minucioso al explicar los requisitos de nadar con un cuerpo afectado que aprendes mucho sobre la natación en general".
En el período previo a los Juegos Paralímpicos de 2012, presentó los Campeonatos Mundiales de Natación del IPC en 2010 (tanto destacados como transmisión web en vivo), cobertura en vivo de la Copa Mundial Paralímpica de BT en 2011, los mejores momentos del Campeonato Europeo de Esgrima en Silla de Ruedas del IPC y paquetes para ese espectáculo paralímpico.
En 2010 y 2011 trabajó en la mesa de deportes en Sky News y para el canal de noticias BBC.
Al principio de su carrera, realizó prácticas en BBC Radio 1 en el programa Mark & Lard Show, BBC Radio 5Live y BBC Radio Manchester. 

### Como escritor
Escribió Changing to Win, una autobiografía y texto motivacional, publicado por primera vez por Piatkus (ahora parte de Little, Brown and Company ) en octubre de 2008. Fue reimpreso en abril de 2010.
Redactó brevemente para el Daily Telegraph en 2004 describiendo la montaña rusa emocional de competir en los Juegos Paralímpicos de Atenas 2004. También escribió una columna en The Swimming Times de mayo de 2008 a julio de 2009.

## LEXI
Long es el inventor de LEXI un innovador sistema de gráficos que, por primera vez, explicó de manera efectiva el sistema confuso de clasificación en los deportes paralímpicos en televisión. Fue utilizado por primera vez por el locutor de Londres 2012 Channel 4 en el Reino Unido. También fue sub-licenciado a ABC para su uso en Australia. 
El 28 de noviembre de 2012  recibió un doctorado honorario por la Universidad de Londres por la invención de LEXI y su contribución a la cobertura de Londres 2012.

## Premios
El 12 de mayo de 2013 formó parte del equipo de Channel 4 que ganó el premio de la Academia Británica de Artes de Cine y Televisión (BAFTA) en la categoría Deporte y Mejor evento en vivo.